# Takeši Okada
Takeši Okada (japonsko 岡田 武史), japonski nogometaš in trener, 25. avgust 1956, Osaka, Japonska.
Za japonsko reprezentanco je odigral 24 uradnih tekem in dosegel 1 gol.